# Miss Dial
Pour plus de détails, voir Fiche technique et Distribution.
Miss Dial est une comédie romantique américaine réalisée par David Steinberg, sortie en 2013.

## Fiche technique
- Titre : Miss Dial
- Réalisation : David Steinberg
- Scénario : David Steinberg
- Montage : Nathaniel Atcheson
- Photographie : Benjamin Kantor
- Musique : Chris Alan Lee
- Société de production : Iron Triangle Productions
- Pays de production :  États-Unis
- Langue : anglais
- Genre : Comédie romantique
- Durée : 88 minutes
- Date de sortie :
  - États-Unis : 16 février 2013

## Distribution
- Robinne Lee : Erica
- Sam Jaeger : Kyle
- Jon Huertas : Alex
- Sara Rue : Sam
- Amanda Crew : Amanda
- Jack Briggs : Mike
- David H. Lawrence XVII : M. Koffsky
- Beth Grant : Mme Wojiechowski
- Gabrielle Union
- Josh Cooke
- Hill Harper
- Dulé Hill
- John Kapelos : le gars bizarre
- Samm Levine : l'appeleur piégé
- Nicole Lyn : l'appeleuse au nuggets
- Ahna O'Reilly
- Sam Simon : l'appeleur anglais
- Alex Reid
- Amy Stiller : la femme mi-âge